# Palazzo del Vicario (Pescia)
Il Palazzo del Vicario è un palazzo di Pescia sede di uffici comunali. La facciata principale da su Piazza Mazzini, punto nodale del centro storico. Edifici di varia epoca e stile fanno da cornice al Palazzo dei Vicari, tra cui la torre civica, chiamata anche torre dell'orologio.

## Storia
Un primitivo edificio fu eretto nel XII secolo come sede del vicario che, in rappresentanza di Lucca, esercitava la sua giurisdizione sulla città di Pescia e sulla Valdinievole. Nel 1281, dopo il celebre assedio nel quale Pescia fu completamente distrutta dai lucchesi a causa delle simpatie guelfe, fu eretto il nucleo iniziale dell'attuale palazzo, costituito da un loggiato al pianterreno per le adunanze, un salone di rappresentanza e le stanze d'abitazione del vicario, che dopo il 1329 divenne delegato del governo fiorentino. Nel 1457, furono deliberati i lavori per la sopraelevazione dell'edificio. Davanti al palazzo era presente un cortile cinto di mura merlate. Qui, si racconta, che un tempo si trovasse il patibolo dove venivano giustiziati coloro che erano stati condannati a morte dal tribunale. Nel corso del '600 il palazzo fu ulteriormente sopraelevato e, al culmine della facciata, fu eretto un campaniletto a vela; la loggia al piano terra fu chiusa. Alla fine del '700, con la soppressione della figura del vicario per mano del granduca Pietro Leopoldo di Lorena, il palazzo divenne sede del comune. Sul finire dell'800, cominciarono i primi movimenti per ridare al palazzo l'aspetto che, presumibilmente, aveva in epoca medievale. Soltanto nel 1936 il proposito trovò compimento. Durante una radicale ristrutturazione, il palazzo fu ridotto di un piano e furono rimossi gli interventi cinque-seicenteschi. Al lato, verso il fiume, fu costruita un'ampia terrazza, raggiungibile tramite una scalinata in stile neomedievale. 

## Descrizione
Sulla facciata principale troviamo alcuni stemmi appartenuti ai vicari che hanno prestato servizio tra la fine del XV e l'inizio del XVI secolo.
Al piano terra si incontra la  "Cappella dei Caduti" che ornata di decorazioni geometriche alternate a stemmi, accoglie la statua  la libertà alata  di Libero Andreotti.
Nell'ingresso,si trova una pittura ad olio che ritrae Francesco Buonvicini, che ebbe il merito di far scoprire alla città il gelso "bianco" per la coltivazione del baco da seta.
Al secondo piano è situata la sala del Consiglio, con gli affreschi seicenteschi e settecenteschi che raffigurano gli stemmi dei vicari. Su una parete della sala, in una nicchia, il busto marmoreo di Francesco Forti, opera dello scultore pesciatino Agostino Bilancini. 
A pochi metri dall'edificio, si erge la torre dell'orologio dove sottostanti si trovano i luoghi che un tempo ospitavano il carcere comunale.
La torre ha una pianta rettangolare ed è costituita da due ordini, quello superiore caratterizzato da archi a sesto acuto, e quello inferiore che termina con archetti pensili e una decorazione a merli di tipo angolare.
In seguito ai lavori di restauro sul quadrante nord dell'orologio, avvenuti in collaborazione tra Comune di Pescia e l'associazione "Quelli con Pescia nel Cuore", la torre ha ripreso a funzionare nel dicembre del 2014.